# 가즈사정 (나가사키현)
가즈사정(加津佐町)은 나가사키현 시마바라반도에 있던 미나미타카키군에 속했던 정이다. 주요 산업은 농림수산업이며, 특히 감자는 마을의 특산품이기도 하다. 여름이 되면 해수욕객으로 붐빈다. 
2006년 3월 31일, 주변 7개 정과 대등 합병, 시로 승격해 미나미시마바라시가 되었다.

## 지리
시마바라 반도의 남서쪽에 위치해 있다. 

## 역사
- 1889년 4월 1일 - 정촌제 시행에 의해 미나미타카키군 가즈사촌이 성립하였다.
- 1928년 1월 1일 - 정으로 승격해 가즈사정이 되었다.
- 2006년 3월 31일 - 구치노쓰정·미나미아리마정·기타아리마정·니시아리에정·아리에정·후쓰정·후카에정이 합병, 시로 승격해 미나미시마바라시가 성립하였다. 가즈사정은 자치체로서는 소멸하였다.

## 교통

### 철도
- 시마바라 철도
  - 시마바라 철도선 - 가즈나역

이 역을 포함한 노선의 일부 구간은 2008년 3월 31일부로 폐지되었다.

### 도로
- 국도 251호선
- 국도 389호선